# Destinées (film)
Pour les articles homonymes, voir Destinées.
Pour plus de détails, voir Fiche technique et Distribution.
Destinées (italien : Destini di donne) est un film à sketches italo-français, réalisé par Christian-Jaque (segment Lysistrata), Jean Delannoy (segment Jeanne) et Marcello Pagliero (segment Elisabeth), sorti en 1954.

## Synopsis
Trois histoires, très différentes dans l'espace et le temps.
- Lysistrata : Dans l'Antiquité, les femmes font la grève du sexe pour empêcher les hommes de faire la guerre, inspiré par la pièce éponyme d'Aristophane (Martine Carol)
- Jeanne : Jeanne d'Arc face à son destin (Michèle Morgan)
- Elisabeth : une veuve de guerre américaine vient en pèlerinage en Italie, et découvre que son défunt mari a donné un fils à une Italienne (Claudette Colbert)

## Fiche technique
- Titre français : Destinées
- Titre italien : Destini di donne
- Réalisation : Jean Delannoy, Christian-Jaque, Marcello Pagliero
- Scénario : Sergio Amidei, André-Paul Antoine, Jean Aurenche, Pierre Bost, Jean Ferry ; Ennio Flaiano, Carlo Rim ; Henri Jeanson, Vladimir Pozner, André Tabet
- Assistant réalisateur : Leopoldo Savona
- Chef-opérateur : Mario Craveri, Robert Lefebvre, Christian Matras
- Décorateur : Jean d'Eaubonne
- Costumes : Christian Dior et Raymond Faure (segment Jeanne) ; Pierre Balmain (segment Elisabeth) ; Marcel Escoffier (segment Lysistrata)
- Musique : Roman Vlad
- Son : Antoine Petitjean ; Maurice Laroche, Giovanni Rossi ; André Louis, Vittorio Trentino
- Montage : Laure Causseau, James Guenet, Jacques Desagneaux
- Production : Henry Deutschmeister
- Sociétés de production : Franco-London-Film (Paris) ; Continentale Produzione (Rome)
- Pays de production :  France,  Italie
- Format : Noir et blanc - 35 mm - 1,37:1 - Mono
- Durée : 102 minutes
- Dates de sortie :
  - Italie, 21 janvier 1954
  - France, 27 janvier 1954

## Distribution
- Martine Carol : Lysistrata
- Claudette Colbert : Elisabeth
- Michèle Morgan : Jeanne d'Arc
- Nerio Bernardi : Cretidès
- Gérard Buhr
- Andrée Clément
- Robert Dalban
- Gil Delamare
- Dora Doll
- Mirko Ellis
- Jacques Fabbri
- Daniel Ivernel
- Katherine Kath
- Dominique Marcas
- Albert Michel
- Michel Piccoli
- Eleonora Rossi Drago
- Aldo Silvani
- Paolo Stoppa
- Raf Vallone
- Anna Amendola
- Anne Laurent
- Guy Régent